# Голіброда-Бойко Наталія Олександрівна
{{}}
Наталія Олександрівна Голіброда-Бойко (народилася 24 листопада 1972, Сімферополь, Українська РСР) — українська художниця, живописець, майстриня інсталяції та відеоарту..

## Біографія
Наталія Голіброда-Бойко народилася 24 листопада 1972 року в Сімферополі, Крим. Вона виросла у творчому середовищі: її батько, Олександр Голіброда, був теслею-дизайнером інтер'єрів та майстром поліграфії. Дитинство художниці було сповнене запахом друкарської фарби, звуками друкарського верстата,  запахом деревної тріски, а також картин, книг та журналів, що стимулювало її уяву.
1993 року вона вступила до Київського художнього інституту (нині — Національна академія образотворчого мистецтва та архітектури).  1999 року закінчила навчання в майстерні монументального живопису професора В. Чеканюка. Під час навчання вона познайомилася з художниками сквоту «Паризька комуна», такими як Олександр Гнилицький, Олег Голосій, Кирило Проценко, які стали для неї взірцями. Їхня творчість на перетині живопису, скульптури та кіно надихнула її на експерименти.
У 1990-х роках співпрацювала з художниками Іваном Цюпкою та Соломією Савчук. Наразі Наталія Голіброда-Бойко живе і працює в Києві..

## Творчість та стиль
Наталія Голіброда-Бойко
| Текст вилучений зі статті через підозру в порушенні авторських прав |
| --- |
| Текст, що раніше перебував на цій сторінці, запідозрено в порушенні авторських прав на текст із таких джерел: https://esu.com.ua/article-25261 Дата, коли було знайдено порушення: 4 серпня 2025. Тому, хто повісив цей шаблон: На сторінку обговорення користувача, який розмістив цю статтю, варто додати повідомлення {{subst:nothanks cv\|Голіброда-Бойко Наталія Олександрівна\|url=https://esu.com.ua/article-25261. |
| До уваги користувача, який розмістив цю статтю Не редагуйте статтю зараз, навіть якщо ви збираєтеся її переписати. Дотримуйтесь вказівок нижче. - Якщо власник авторських прав на зазначений вище матеріал дозволяє використовувати його на умовах GNU FDL без незмінюваних секцій та Creative Commons із зазначенням автора / розповсюдження на тих самих умовах, будь ласка, сповістіть про це на сторінці обговорення цієї статті. - Якщо правовласником є ви, додайте на зазначеному вище ресурсі примітку: «Матеріали дозволено використовувати на умовах GNU FDL без незмінюваних секцій та Creative Commons із зазначенням автора / розповсюдження на тих самих умовах». - Якщо дозволу на використання цього матеріалу немає, будь ласка, зробіть одне з двох: 1. Напишіть хоча б гарний накид статті на цій підсторінці. Зверніть увагу: не треба копіювати текст, що порушує авторські права, на зазначену підсторінку й редагувати його. Якщо ви взялися за написання нової статті, не забудьте сповістити про це на сторінці обговорення. 2. Залиште все як є, і тоді статтю буде вилучено. У випадку, якщо новий текст написано не буде, цю статтю буде вилучено через тиждень після появи цього попередження (детальніше див. документацію шаблону). Вихідний текст цієї статті з можливим порушенням копірайту можна знайти в історії змін. Зверніть увагу, що розміщення у Вікіпедії матеріалів, автор яких не надав явного дозволу на їхнє використання відповідно до ліцензії GNU FDL без незмінюваних секцій та Creative Commons із зазначенням автора / розповсюдження на тих самих умовах, може бути порушенням законів про авторське право. Користувачів, які додають до Вікіпедії такі матеріали, може бути тимчасово позбавлено права редагувати статті. Попри все, ми завжди раді вашим оригінальним статтям. Дякуємо. Цю сторінку внесено до категорії Вікіпедія:Можливе порушення авторських прав. |

Художниця активно використовує нові технології, що, за її словами, надає чудову можливість переосмислити та уявити нові проєкти. Вона експериментує з акрилом та іншими матеріалами, створюючи нетрадиційні текстури у своїх картинах. Вона також досліджує поєднання технологій та сюжетів.[неавторитетне джерело]
Останнім часом, у зв'язку з політичною та військовою ситуацією в Україні, в її творчості з'явилися нові теми, зокрема материнство та війна. Її мистецтво зосереджене на темах маніпуляції свідомістю та емоційного впливу цих подій. У майбутньому художниця бачить своє мистецтво як інтерактивну взаємодію з глядачем за допомогою сучасних цифрових технологій[неавторитетне джерело]

## Виставки та роботи
Наталія Голіброда-Бойко є учасницею художніх виставок та міжнародних фестивалів з 1993 року. Персональні виставки художниці відбувалися у Києві (1996, 1998–99, 2003–04).

### Основні твори:
1995 — «Біологія риб».
1996 — «Кабріолет».
1997 — «Завоювання В'єтнаму», «Наступ Дюків», «Термінатор»..
1998 — «Червоношкірі», «Пляж», «Жовта тканина».
1999 — «Індія».
2003 — «Туземки», «Захід».